# Christopher Guest, Baron Guest
Christopher William Graham Guest, Baron Guest PC (* 7. November 1901 in Edinburgh; † 25. September 1984) war ein britischer Jurist, der zuletzt als Lord of Appeal in Ordinary aufgrund des Appellate Jurisdiction Act 1876 als Life Peer auch Mitglied des House of Lords war.

## Leben
Guest absolvierte nach dem Schulbesuch ein Studium der Rechtswissenschaften und war zuletzt als Senator of the College of Justice Richter am Obersten Gerichtshof von Schottland (Supreme Court of Scotland).
Zuletzt wurde Guest durch ein Letters Patent vom 20. Januar 1961 aufgrund des Appellate Jurisdiction Act 1876 als Life Peer mit dem Titel Baron Guest, of Graden in the County of Berwick, zum Mitglied des House of Lords in den Adelsstand berufen und wirkte bis zu seinem Eintritt in den Ruhestand am 30. September 1971 als Lordrichter (Lord of Appeal in Ordinary). Zugleich wurde er 1961 zum Privy Councillor ernannt.